# National Geographic Society
Acest articol este despre o organizație. Pentru postul de televiziune, vedeți National Geographic Channel. Pentru revistă, vedeți National Geographic (revistă)

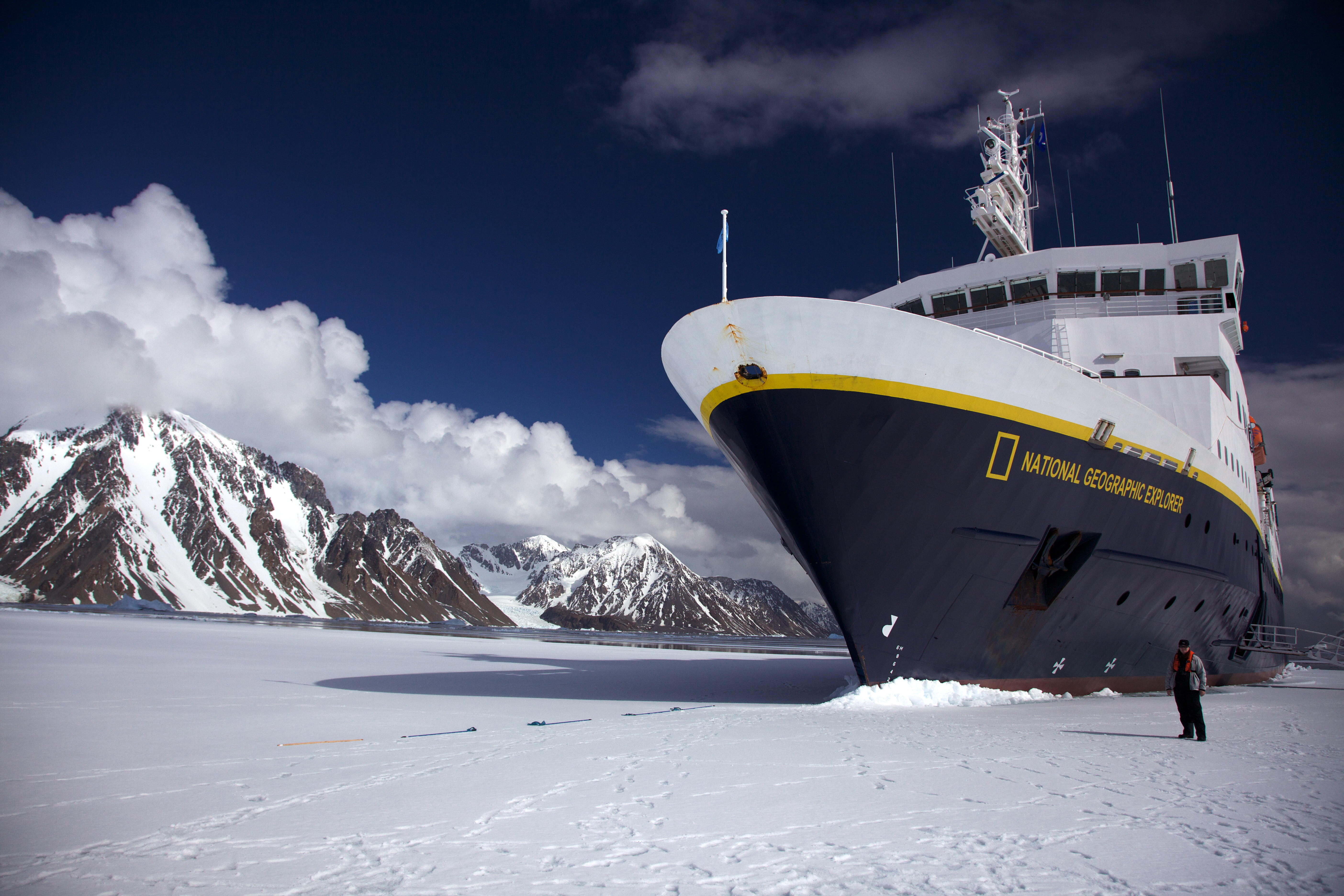
National Geographic Explorer vizitează Antarctica

National Geographic Society este o organizație științifică non-profit, cu sediul la Washington, DC, Statele Unite ale Americii. Domeniile de interes ale organizației sunt geografia, arheologia, științele naturii, studiul și conservarea culturii și a istoriei. Societatea a fost înființată în anul 1888.
Societatea deține postul de televiziune National Geographic Channel și revistele National Geographic, National Geographic Traveler, National Geographic Adventure, National Geographic Kids, National Geographic Little Kids, National Geographic in the classroom: Explorer, National Geographic in the classroom: Young Explorer, National Geographic in the classroom: Extreme Explorer, National Geographic Green Guide și Glimpse.